# Alapsáv
A távközlésben és a jelfeldolgozásban az alapsáv olyan frekvenciasávot jelölhet, amely a 0 hertztől kezdődik és amely egy meghatározott levágási frekvenciáig tart. Az alapsávot esetenként a modulálatlan vagy alsófrekvenciás szinonimájaként is használják.
Rádiótechnikában alapsávi jelnek nevezzük azt a jelet, amivel a vivőhullámot moduláljuk. Az alapsávi jel hordozza az átviendő információt, az adóban a modulátor ezt a jelet keveri össze a vivőhullámmal, a vevő demodulátorában pedig ez a jel kerül leválasztásra a vivőhullámról.

## Alkalmazása
Minden jel különböző frekvenciák összegéből áll elő. Ezek a frekvenciák különböző teljesítményt képviselnek a frekvenciaspektrumban, ezt mutatja a teljesítménysűrűség-spektrum.
A telekommunikációban gyakran előfordul, hogy egy alacsonyabb frekvenciasávban lévő jelet valamilyen okból magasabb frekvenciákra transzformálunk, másolunk, általában átviteli célból, annak ellenére, hogy az alacsony frekvenciás jeleket néhány átviteli közeg többnyire torzítás nélkül viszi át. Az ilyen esetekben, az eredeti, alacsony frekvenciás komponensekre szokás alapsávi jelként hivatkozni.
Alacsony frekvenciás jeleket tipikusan akkor "másolunk" magasabb frekvenciákra, ha például azokat 'RF' (rádiófrekvenciás) jelként akarjuk továbbítani. A magasabb frekvenciákra való másolás ugyancsak bevett gyakorlat a frekvenciaosztásos multiplexálás esetében.
Pontosabban, egy "alapsávi" jel általában 0 Hz körüli frekvenciatartományba eső frekvenciákból áll össze, azaz e frekvenciák teljesítménye ebben a sávban a legnagyobb. Az átvitelhez a jelet általában modulálják. A moduláció eredménye egy magasabb frekvenciatartományba (RF) eső jel lesz. Ugyanakkor a moduláció miatt a eredeti, "alapsávi" jel sávszélessége megkettőződik. Általában elmondható, hogy egy alapsávi jel sávszélességét az RF tartományba modulálás megkétszerezi, mint ahogyan ezt az ábra is mutatja. Ezt a hatást speciális elektromos szűrőkkel csökkenteni lehet, és az elnyomott oldalsávos (SSB-SC), vagy egy oldalsávos rádióadó/vevő berendezések ezt a megoldást használják annak érdekében, hogy kisebb teljesítménnyel lehessen a jelet kisugározni, másrészt kisebb legyen a szükséges sávszélesség.

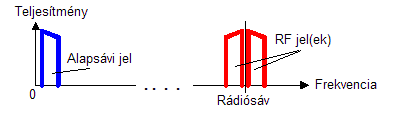
Az alapsávi- és az RF jelek összehasonlítása frekvencia és sávszélesség tekintetében

A legegyszerűbb definíció szerint: az alapsávi jel sávszélessége azonos modulálás vagy multiplexelés előtt, vagy demultiplexálás és demodulálás után.
A kompozit video jel, amit videólejátszók, a játékkonzolok vagy a DVD-k szolgáltatnak, általában szintén alapsávi jel.

## Más jelentések
- Rádiósáv – általában magas frekvenciatartomány, amelyet direkt erre a célra tartanak fenn, és az egyes használható frekvenciák kiosztása – többnyire – nemzetközi szabványok alapján történik
- Szélessáv – egy kommunikációs médium vagy jel, ami nagy, széles frekvenciatartományra terjed ki, vagy széles valami mással összehasonlítva
- Keskenysáv – a szélessáv ellentéte